# بارون كانافيزي
باروني كانافيزي هي بلدية في مدينة تورينو الحضرية في إقليم بيمنتة الإيطالية، وتقع على بعد حوالي 30 كيلومتر (19 ميل) شمال شرق تورينو .
تقع حدود بارون كانافيزي على حدود البلديات التالية: ميرسيناسكو، وسان جورجيو كانافيزي، وكانديا كانافيزي، أوريو كانافيزي، وكالوسو.